# ダニエル・ブーン (歌手)
ダニエル・ブーン（Daniel Boone）、本名ピーター・リー・スターリング（Peter Lee Stirling、1942年7月31日 - 2023年1月27日）は、イギリス、バーミンガム生まれのシンガーソングライター。

## 概要
1972年に発表した曲「Beautiful Sunday（ビューティフル・サンデー）」のヒットで知られている。日本では田中星児のカヴァーも大ヒットとなった。
日本でのヒットの火付け役となったのはTBS系列で放送されていたおはよう720のコーナー、キャラバンIIである。
日本とアメリカでは「Beautiful Sunday」の一発屋であるが、イギリスでは他に1971年に「行かないで！パパ（Daddy Don't You Walk So Fast）」というヒット曲も出している。「Daddy Don't You Walk So Fast」はアメリカではウェイン・ニュートンのカバーでヒットしたため、ダニエル・ブーンのバージョンはヒットしなかった。
最近は2008年にMySpace上からシングル曲 FLOWER POWERをDEMOとして公開後、DA Recordsからリリースしている。

## 来歴
- 1963年 - 「ブルーザーズ」(Bruisers)というグループ（イギリスで「Blue Girl」を小ヒットさせた）に所属。
- 1965年 - 本名のピーター・スターリング名義で演奏者としての活動を開始する。
- 1971年 - ダニエル・ブーン名義の「Daddy Don't You Walk So Fast」発売。
- 1972年 - ダニエル・ブーン名義の「Beautiful Sunday」発売。全世界で爆発的にヒットする。その後も作曲家として活動。
- 2023年 - デヴォン州ペイントンにて死去。享年80[1][2]。

## 主なシングル

### 日本盤
- ビューティフル・サンデー (Beautiful Sunday)
- ハッピー・ジャンプ (Running Around With The Boys Again)
- スカイダイバー (Skydiver)
- リメンバー (Remember)
- サンシャイン・ヒル (Sunshine Hill)（毎日放送周波数変更記念（1210 kHz→1170 kHz）イメージソング　※当時の毎日放送の本社は大阪市北区堂島船大工町（現在の堂島）、演奏所の毎日放送千里丘放送センターは大阪府吹田市の千里丘にあった。